# 보도국

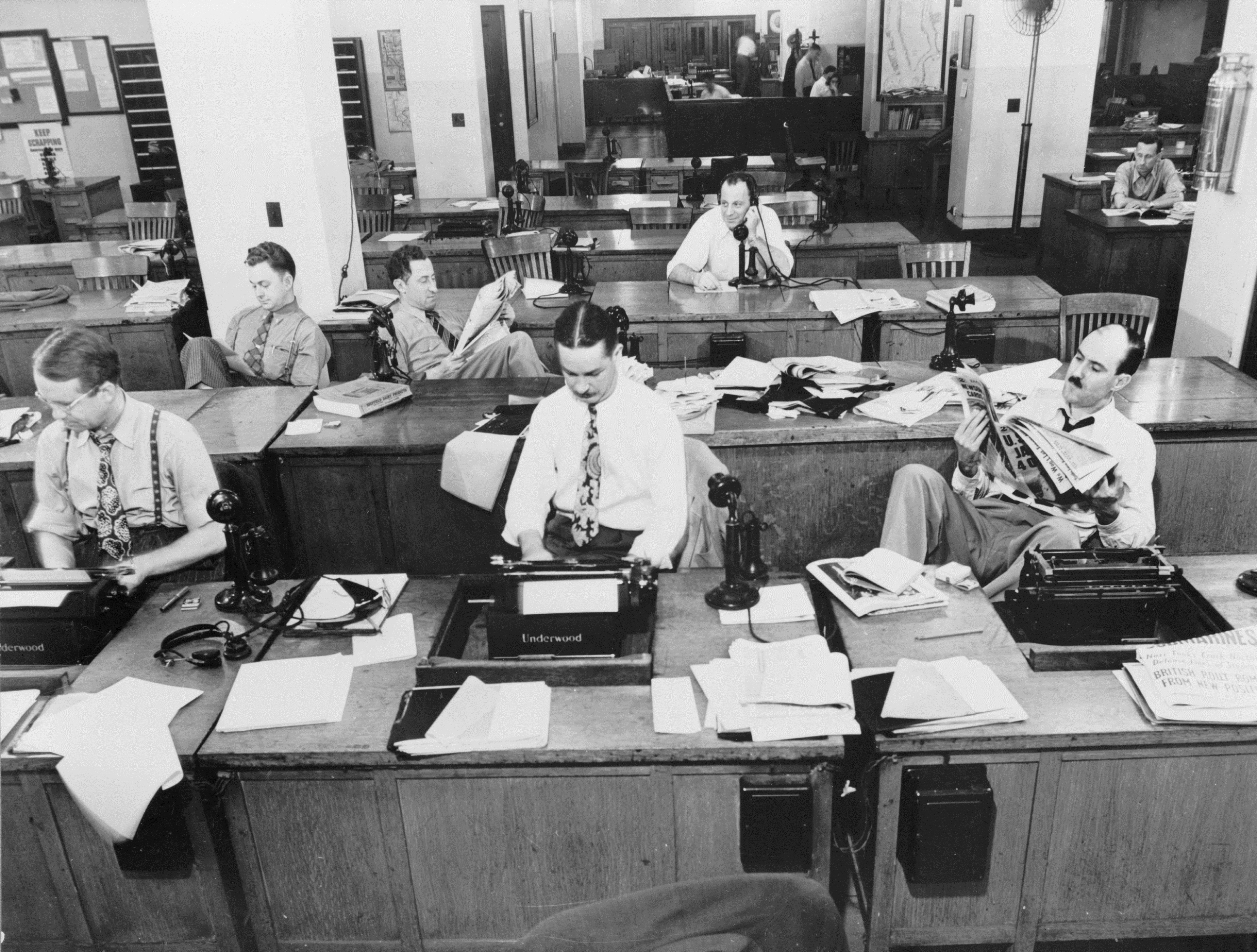
1942년 뉴욕 타임스 편집국.

보도국(報道局; newsroom 뉴스룸[*], news desk)은 언론인들—기자, 편집자, 아나운서, 프로듀서 등이 뉴스를 모으고 그것을 신문이나 잡지, 방송 등의 형태로 발행하기 위한 작업을 하는 중심지이다. 방송은 보도국, 신문은 편집국이지만 영어로는 보도국과 편집국이 뉴스룸으로 동일한 단어를 사용한다.

## 같이 보기
- 뉴스 프로그램
- 언론
- 대중매체